# Cromlech de Lacam de la Rigalderie
Le cromlech de Lacam de la Rigalderie (ou cromlech de Lacam de Mercoulines) est un cromlech situé à Blandas, en France,,,.

## Caractéristiques
Le cromlech se situe sur le causse de Blandas dans le département du Gard, à environ 2,5 km au nord-ouest de Blandas et un peu plus d'1 km du hameau de La Rigalderie, sur le lieu-dit de Mercoulines. Le site mégalithique est distant de 200 m de la route, dans un champ sur une pente douce, légèrement envahi par du buis.
Le cromlech s'étend sur environ 90 m de diamètre et compte une trentaine de menhirs de calcaire de 0,80 m à 1,80 m de hauteur, espacés d'à peu près 6 m ; un dernier menhir, sur la partie la plus élevée du site, est nettement plus élevé que les autres, mesurant 2,50 m de hauteur. Une vingtaine sont encore debout. Le cromlech ne semble pas avoir comporté de menhir central.
Un deuxième cromlech, nettement plus petit, était érigé au sud-ouest, mais il est quasiment invisible et presque détruit.

## Historique
Le cromlech date du Néolithique.